# Cansu Büşra Tuman
Cansu Büşra Tuman (* 1994 in Istanbul) ist eine türkische Schauspielerin.

## Biografie
Cansu Bpşra Tuman wurde 1994 in Istanbul geboren. Sie studierte an der İstanbul Kültür Üniversitesi. Ihr Debüt gab sie 2015 in der Fernsehserie Kiralık Aşk. Danach war sie 2017 in Aşk Latfan Anlamaz zu sehen. Von 2017 bis 2018 trat Tuman in Ufak Tefek Cinayetler auf. 2020 wurde sie für die Serie Öğretmen gecastet.
Im selben Jahr spielte sie in dem Film Gerçek Olamaz die Hauptrolle. Zwischen 2020 und 2021 bekam Tuman in Yemin die Hauptrolle. Außerdem setzte sie 2022 ihre Karriere in Kan Çiçekleri fort. 2023 nahm sie an der Sendung Survivor Türkiye teil.

## Filmografie
Filme
- 2020: Gerçek Olamaz

Serien
- 2015: Kiralık Aşk
- 2017: Aşk Latfan Anlamaz
- 2017–2018: Ufak Tefek Cinayetler
- 2020: Öğretmen
- 2020–2021: Yemin
- 2022: Alparslan Büyük Selçuklu
- 2022: Kan Çiçekleri
- 2022–2023: Teskilat

Sendungen
- 2023: Survivor 2023